# 1750 в Україні

## Події
- Обрання гетьмана Кирила Розумовського у Глухові (заочне)
- Генеральна військова канцелярія гетьмана Кирила Розумовського
- Склад Правління гетьманського уряду
- кошовий отаман Війська Запорозького Іван Кажан.

## Особи

### Народились
- Юліян Антонович (1750—1824) — руський греко-католицький церковний діяч польського походження, священик-василіянин, педагог, поет, перекладач, проповідник і композитор. Один із перших на землях Речі Посполитої, хто започаткував викладання англійської мови в школах.
- Богданович Петро Іванович (1750—1803) — перекладач, видавець, редактор.
- Каменецький Йосип Кирилович (1750—1823) — український та російський медик.
- Гуго Коллонтай (1750—1812) — польський релігійний діяч, політик, просвітник. Коронний підканцлер з 1791, Великий литовський референдар з 1786.
- Кутка Іван (1750—1812) — церковний діяч, просвітитель.
- Сильвестр Лебединський (1750—1808) — український філософ та богослов, духовний письменник. Ректор Тамбовської духовної семінарії у Мокшанії та Казанської духовної семінарії у Татарстані.
- Ціховський Павло — український живописець XVIII століття.
- Шумлянський Павло Михайлович (1720—1821) — лікар-хірург, фармаколог, діяч медичної освіти.
- Ярославський Петро Антонович (1750 — після 1810) — перший харківський професійний архітектор, автор планів забудови кількох міст у Слобідській Україні, цілого ряду архітектурних споруд на Харківщині, Сумщині, Чернігівщині, Новгород-Сіверщині.

### Померли
- Амвросій (Дубневич) — український релігійний та освітній діяч, богослов, філософ. Єпископ Чернігівський (у складі синодальної Російської православної церкви; 8 вересня 1742 — 23 лютого 1750).
- Павло Карл Санґушко (1680—1750) — князь, 6-й Острозький ординат (1738 — …), маршалок великий литовський від 1734, маршалок надвірний литовський від 1713, підскарбій надвірний литовський від 1711, стольник литовський 1708—1709 рр. Меценат.
- Веніамін Фальковський (1690—1750) — український релігійний діяч в добу Гетьманщини, ієромонах, начальник Лаврської друкарні.

## Засновані, зведені
- Благодатне (Вовчанський район)
- Богатирка
- Веселе (Андріївська сільська рада)
- Волохів Яр
- Гранів (Дергачівський район)
- Гудзівка
- Іванівка (Ставищенський район)
- Кам'янка (Дворічанський район)
- Кам'янське
- Лосєва Слобода
- Михайлівка (Володарський район)
- Носиківка
- Парасковія (Кегичівський район)
- Політанки
- Полковниче (Ставищенський район)
- Рейментарівка
- Саварка
- Старе Село (Рокитнівський район)
- Хлипнівка
- Ясенівка (Ставищенський район)
- Свято-Духівський храм (Шкарівка)
- Церква Різдва Пресвятої Богородиці (Ванжулів)
- Церква Перенесення мощей святого Миколая (Велика Плавуча)
- Церква Воздвиження Чесного Хреста Господнього (Плиска)
- Церква Успення Пресвятої Богородиці (Турка)
- Яришівська синагога